# Indonesia's Next Top Model (mùa 1)
Mùa đầu tiên của Indonesia's Next Top Model được phát sóng hàng tuần trên đài truyền hình tư nhân Indonesia NET. từ ngày 28 tháng 11 năm 2020 đến ngày 9 tháng 4 năm 2021. Siêu mẫu kiêm diễn viên người Indonesia Luna Maya và Deddy Corbuzier được vào ban giám khảo với tư cách là người dẫn chương trình và cố vấn sáng tạo của chương trình tương ứng, trong khi Patricia Gouw và Panca Makmun được vào ban giám khảo với tư cách là giám khảo, huấn luyện viên catwalk và cố vấn người mẫu chính. Ayu Gani, quán quân Asia's Next Top Model mùa 3 và Jesslyn Lim từ Asia's Next Top Model mùa 6 được bổ sung làm cố vấn người mẫu trong suốt mùa đầu tiên.
Mùa đầu tiên của chương trình được quay theo các quy trình nghiêm ngặt về sức khỏe vì chương trình được sản xuất trong đại dịch COVID-19, điều này cũng khiến đội ngũ sản xuất không thể đưa các thí sinh đến một điểm đến quốc tế như các phiên bản Top Model khác trên thế giới.  Tuy nhiên, top 5 đã có một chuyến đi đến thị trấn ven biển Anyer và ở lại qua đêm như một điểm đến địa phương.
Người chiến thắng trong cuộc thi là Ilene Kurniawan, 23 tuổi, đến từ Bali. Cô giành được: một chiếc Honda HR-V hoàn toàn mới và giải thưởng tiền mặt lên tới hàng trăm triệu Rupiah.

## Các thí sinh
(Tuổi tính từ ngày dự thi)
| Thí sinh                         | Biệt danh | Tuổi | Chiều cao              | Quê quán   | Bị loại ở | Hạng |
| -------------------------------- | --------- | ---- | ---------------------- | ---------- | --------- | ---- |
| Esther Kian Septavira Luberta    | Kian      | 20   | 1,77 m (5 ft 9+1⁄2 in) | Bali       | Tập 4     | 16   |
| Shania binti Mahir Hamdun        | Shania    | 22   | 1,76 m (5 ft 9+1⁄2 in) | Yogyakarta | Tập 6     | 15   |
| Natalie Indirasvari Kristensen   | Indira    | 27   | 1,70 m (5 ft 7 in)     | Bali       | Tập 8     | 14   |
| Ilmi Arsala Alaihi               | Ilmi      | 25   | 1,70 m (5 ft 7 in)     | Jakarta    | Tập 10    | 13   |
| Flores Cantika Timoer            | Flores    | 24   | 1,74 m (5 ft 8+1⁄2 in) | Bandung    | Tập 16    | 12   |
| Eveline Effendi Tan              | Eveline   | 22   | 1,70 m (5 ft 7 in)     | Jakarta    | Tập 20    | 11   |
| Masyitah Arwin                   | Masyitah  | 26   | 1,68 m (5 ft 6 in)     | Jakarta    | Tập 22    | 10   |
| Audrey Bianca Callista           | Audrey    | 17   | 1,75 m (5 ft 9 in)     | Jakarta    | Tập 24    | 9    |
| Maria Clafita Witoko             | Clafita   | 24   | 1,73 m (5 ft 8 in)     | Bali       | Tập 26    | 8    |
| Wirda Sheren Regina Simamora     | Sheren    | 22   | 1,74 m (5 ft 8+1⁄2 in) | Yogyakarta | Tập 28    | 7    |
| Grace Savior Innochintya Lesbasa | Grace     | 18   | 1,72 m (5 ft 7+1⁄2 in) | Surabaya   | Tập 32    | 6    |
| Yumi Kwandy                      | Yumi      | 24   | 1,73 m (5 ft 8 in)     | Makassar   | Tập 34    | 5    |
| Ranti Kusuma Putri               | Ranti     | 25   | 1,73 m (5 ft 8 in)     | Jakarta    | Tập 36    | 4    |
| Vintha Devina Bertha             | Devina    | 23   | 1,71 m (5 ft 7+1⁄2 in) | Bali       | Tập 38    | 3    |
| Galatia Gea Amanda Lim           | Gea       | 24   | 1,77 m (5 ft 9+1⁄2 in) | Jakarta    | Tập 40    | 2    |
| Danella Ilene Kurniawan          | Ilene     | 23   | 1,73 m (5 ft 8 in)     | Bali       | Tập 40    | 1    |

## Thứ tự gọi tên
| 1  | Sheren   | Indira   | Gea      | Devina   | Audrey   | Eveline Clafita | Yumi         | Ilene    | Devina   | Masyitah | Yumi     | Devina  | Devina  | Ilene  | Gea    | Ranti  | Ilene  | Ilene  | Ilene |  |  |  |  |  |  |  |  |  |  |  |  |  |  |  |  |  |
| 2  | Ilene    | Eveline  | Indira   | Audrey   | Yumi     | Eveline Clafita | Devina       | Sheren   | Yumi     | Ilene    | Sheren   | Ilene   | Yumi    | Devina | Ranti  | Ilene  | Gea    | Gea    | Gea   |  |  |  |  |  |  |  |  |  |  |  |  |  |  |  |  |  |
| 3  | Devina   | Devina   | Devina   | Flores   | Devina   | Ilene           | Masyitah     | Devina   | Sheren   | Yumi     | Devina   | Clafita | Ilene   | Gea    | Devina | Devina | Devina | Devina |       |  |  |  |  |  |  |  |  |  |  |  |  |  |  |  |  |  |
| 4  | Shania   | Ilene    | Ilene    | Ilmi     | Flores   | Devina          | Sheren       | Yumi     | Ilene    | Gea      | Gea      | Gea     | Sheren  | Yumi   | Yumi   | Gea    | Ranti  |        |       |  |  |  |  |  |  |  |  |  |  |  |  |  |  |  |  |  |
| 5  | Grace    | Sheren   | Grace    | Gea      | Eveline  | Audrey          | Clafita      | Audrey   | Masyitah | Clafita  | Audrey   | Sheren  | Gea     | Sheren | Ilene  | Yumi   |        |        |       |  |  |  |  |  |  |  |  |  |  |  |  |  |  |  |  |  |
| 6  | Ranti    | Yumi     | Ilmi     | Ilene    | Ranti    | Yumi            | Ilene        | Grace    | Clafita  | Devina   | Ilene    | Yumi    | Clafita |        | Grace  |        |        |        |       |  |  |  |  |  |  |  |  |  |  |  |  |  |  |  |  |  |
| 7  | Gea      | Clafita  | Sheren   | Clafita  | Ilene    | Sheren          | Eveline      | Masyitah | Audrey   | Audrey   | Clafita  | Audrey  |         |        |        |        |        |        |       |  |  |  |  |  |  |  |  |  |  |  |  |  |  |  |  |  |
| 8  | Yumi     | Gea      | Yumi     | Grace    | Clafita  | Flores          | Gea          | Clafita  | Gea      | Sheren   | Masyitah |         |         |        |        |        |        |        |       |  |  |  |  |  |  |  |  |  |  |  |  |  |  |  |  |  |
| 9  | Masyitah | Flores   | Eveline  | Yumi     | Grace    | Masyitah        | Flores       | Gea      | Eveline  | Eveline  |          |         |         |        |        |        |        |        |       |  |  |  |  |  |  |  |  |  |  |  |  |  |  |  |  |  |
| 10 | Ilmi     | Ranti    | Flores   | Ranti    | Gea      | Gea             | Audrey Grace | Eveline  | Grace    |          |          |         |         |        |        |        |        |        |       |  |  |  |  |  |  |  |  |  |  |  |  |  |  |  |  |  |
| 11 | Audrey   | Masyitah | Masyitah | Sheren   | Masyitah | Grace           | Audrey Grace | Flores   |          |          |          |         |         |        |        |        |        |        |       |  |  |  |  |  |  |  |  |  |  |  |  |  |  |  |  |  |
| 12 | Flores   | Ilmi     | Audrey   | Eveline  | Sheren   | Ranti           |              |          |          |          |          |         |         |        |        |        |        |        |       |  |  |  |  |  |  |  |  |  |  |  |  |  |  |  |  |  |
| 13 | Eveline  | Grace    | Clafita  | Masyitah | Ilmi     |                 |              |          |          |          |          |         |         |        |        |        |        |        |       |  |  |  |  |  |  |  |  |  |  |  |  |  |  |  |  |  |
| 14 | Clafita  | Shania   | Ranti    | Indira   |          |                 |              |          |          |          |          |         |         |        |        |        |        |        |       |  |  |  |  |  |  |  |  |  |  |  |  |  |  |  |  |  |
| 15 | Kian     | Audrey   | Shania   |          |          |                 |              |          |          |          |          |         |         |        |        |        |        |        |       |  |  |  |  |  |  |  |  |  |  |  |  |  |  |  |  |  |
| 16 | Indira   | Kian     |          |          |          |                 |              |          |          |          |          |         |         |        |        |        |        |        |       |  |  |  |  |  |  |  |  |  |  |  |  |  |  |  |  |  |

     Thí sinh bị loại
     Thí sinh ban đầu bị loại nhưng được cứu
     Thí sinh không bị loại khi rơi vào cuối bảng
     Thí sinh chiến thắng cuộc thi
1. ↑  Trong tập 2, Indira bị loại, nhưng Luna đã quyết định cứu cô.
2. ↑  Trong tập 12, Eveline và Clafita được xếp cho bức ảnh đẹp nhất.
3. ↑  Trong tập 14, cả Grace và Audrey đều rơi xuống ví trị cuối cùng. Không bị loại.
4. ↑  Trong tập 20, Yumi vắng mặt tại ban giám khảo do tình trạng của cô sau khi phẫu thuật nhiễm trùng đường tiêu hóa nhưng vẫn an toàn cho tuần đó.
5. ↑  Trong tập 30, tất cả 16 thí sinh đều có mặt tại bảng. Bốn thí sinh còn lại đã an toàn trong tuần này, trong khi mười hai thí sinh bị loại đang được đánh giá cá nhân. Họ được tiết lộ trong nhóm ba người từ tệ hơn và không trở lại cuộc thi cho đến khi Grace và Ranti được tiết lộ là thí sinh trở lại.

### Buổi chụp hình
- Tập 2: Tạo dáng trên vách đá
- Tập 4: Tay đua xe với xe Honda Civic Type R
- Tập 6: Quảng cáo cho viên dưỡng tóc Ellips theo nhóm trên thuyền Pinisi
- Tập 8: Thời trang trượt patanh với người mẫu nam
- Tập 10: Nóng bỏng trong lửa với xe Honda CR-V
- Tập 12: Ảnh chân dung vẻ đẹp trong rừng theo cặp với trang sức và hai con trăn
- Tập 14: Tạo dáng dưới nước cho Ellips
- Tập 16: Tạt sơn lên người
- Tập 18: Tràn đầy năng lượng trên không trung với xe Honda Brio
- Tập 20: Quảng cáo cho dầu gội khô Ellips theo nhóm trong phong cách tay đua ngựa
- Tập 22: Váy dạ hội trên giàn giáo đĩa
- Tập 24: Nữ hoàng biển cả trong chợ bán cá
- Tập 26: Vui vẻ trong dã ngoại gia đình với xe Honda Mobilio RS
- Tập 28: Cá tính trong màu sắc trên vòng đu cho Ellips
- Tập 30: Tạo dáng trong tiệm salon thập niên 1950 theo nhóm cho Ellips (dành cho các thí sinh bị loại)
- Tập 32: Quảng cáo cho xe Honda Civic Hatchback RS theo nhóm trong phong cách xã hội đen
- Tập 34: Váy đỏ trên vách đá ở Anyer
- Tập 36: Thiên thần hắc ám với người mẫu nam cho Ellips
- Tập 38: Quảng cáo cho xe Honda HR-V trong phong cách tay đấu bò
- Tập 39: Avant-garde ở hồ núi lửa Kawah Putih